# Sobreteixim dels vuit paraigües
El Sobreteixim dels vuit paraigües és un sobreteixim fet per Joan Miró i Ferrà i Josep Royo el 1973 i que actualment es conserva a la col·lecció permanent de la Fundació Joan Miró. Està fet amb material acrílic, uns paraigües, guants, teles de feltre i una nansa damunt sobreteixim. És un dels sobreteixims més grans que va fer Joan Miró.

## Història
A l'arxiu de la Fundació Joan Miró es conserven diversos dibuixos preparatoris de l'obra, tots de 1973. El que data del 6 de febrer del 1973 inclou una inscripció que diu:
| «           | 7 paraigües negres (mànec no de canya) Llanes colors Guant americà colors Guant vell Grafismes negres amb escombra pes 200 k... | » |
| — Joan Miró | |   |

Els altres dos dibuixos són datats del 16 de maig i del 8 de juny de 1973.

## Descripció
El sobreteixim (de “sobre” i “teixir”) és un tipus d'assemblage que combina textures, objectes reals i pintura. El paraigua, un objecte popular i emblemàtic per als surrealistes, és el leitmotiv d'una peça que també inclou uns guants i un instrument de pesca típic de les illes Balears. No obstant això, mitjançant aquesta obra, Joan Miró sembla voler rebatre la lectura intel·lectual que els surrealistes feien del paraigua, en tant que per l'artista era un objecte d'ús quotidià, que ell havia vist sempre a les mans dels pastors del Camp de Tarragona quan sortien a la muntanya a pasturar les ovelles.